# 학남고등학교
학남고등학교(鶴南高等學校)는 대한민국 대구광역시 북구 국우동에 있는 공립 고등학교이다.

## 학교 연혁
- 2001년 11월 8일 : 학남고등학교 설립인가 (일반 36학급, 특수 1학급)
- 2003년 2월 24일 : 본관 준공
- 2003년 3월 1일 : 개교, 초대 김기운 교장 취임
- 2003년 3월 4일 : 제1회 입학식 (일반 12학급 428명, 특수 1학급 7명 계 435명)
- 2003년 5월 6일 : 제1회 개교기념일
- 2003년 6월 24일 : 후관 및 강당, 식당 준공
- 2006년 2월 10일 : 제1회 졸업식 (431명)
- 2010년 9월 1일 : 2011학년도 '자율형공립고' 지정
- 2012년 9월 17일 : 학생 기숙사 해오름관 개사
- 2015년 10월 5일 : 교육부 선정 자율형 공립고등학교 재지정(2016~2020)
- 2022년 2월 9일 : 제17회 졸업식(10학급 303명, 졸업생 누계 6,540명)
- 2022년 3월 2일 : 제6대 왕한열 교장 취임
- 2022년 3월 2일 : 제20회 입학식(9학급 253명)

## 참고 자료
- 학남고등학교 - 한국교육학술정보원 학교알리미